# Knooppunt Velperbroek
Knooppunt Velperbroek is een verkeersknooppunt in Nederland, tussen de A348, N325 en A12 nabij Arnhem. Het knooppunt is aangelegd in 1961 als rotonde. Destijds was bij de aanleg al rekening gehouden met een fly-over voor het doorgaande verkeer op de A12. In 1986 is de fly-over geopend.

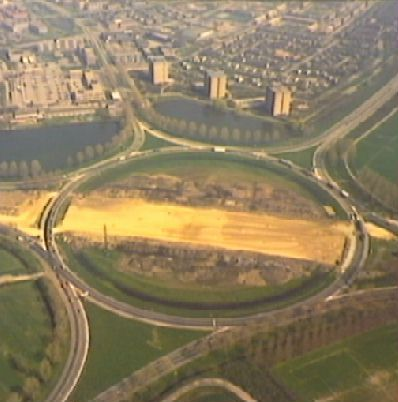
Het knooppunt in 1984 toen de fly-over nog in voorbereiding was

## Richtingen knooppunt
| Aansluitende wegen                           | Aansluitende wegen | Aansluitende wegen                  | Aansluitende wegen | Aansluitende wegen                                                        |
| -------------------------------------------- | ------------------ | ----------------------------------- | ------------------ | ------------------------------------------------------------------------- |
| richting Arnhem / Utrecht / Gouda / Den Haag |                    | President Kennedylaan richting Velp |                    | richting Rheden / Zutphen / Deventer / Raalte / Ommen                     |
|                                              |                    |                                     |                    |                                                                           |
|                                              |                    |                                     |                    |                                                                           |
|                                              |                    |                                     |                    |                                                                           |
| richting Arnhem / Nijmegen / Kranenburg (D)  |                    |                                     |                    | richting Duiven / Zevenaar / 's-Heerenberg / Emmerik (D) / Oberhausen (D) |

Almere · Amstel · Arnestein · Assen · Azelo · Badhoevedorp · Bankhoef · Batadorp · Beekbergen · Benelux · Beverwijk · Bodegraven ·  Boterdiep ·  Buren · Burgerveen · Coenplein · De Baars · De Hoek · De Hogt · De Nieuwe Meer · De Poel · De Punt · De Stok · Deil · Diemen · Drachten · Drie Klauwen · Eemnes · Ekkersweijer · Emmeloord · Empel · Euvelgunne · Everdingen · Ewijk · Galder · Gooimeer · Gorinchem · Gouwe · Grijsoord · Hattemerbroek · Heerenveen · Hellegatsplein · Het Vonderen · Hintham · Hoevelaken · Hofvliet · Holendrecht · Holsloot · Hoogeveen · Hooipolder · IJmuiden (niet officieel) · Joure · Julianaplein · Kerensheide · Kethelplein · Klaverpolder · Kleinpolderplein · Kooimeer · Kruisdonk · Kunderberg · Lankhorst · Leenderheide · Lunetten · Maanderbroek · Markiezaat · Muiderberg · Neerbosch · Noordhoek · Ommedijk · Oud-Dijk · Oudenrijn · Paalgraven · Princeville · Prins Clausplein · Raasdorp ·  Reitdiep ·  Ressen · Ridderkerk · Rijkevoort · Rijnsweerd · Rottepolderplein · Rozenburg · Sabina · Sint-Annabosch · Stelleplas · Slufter · Ten Esschen · Terbregseplein · Tiglia · Vaanplein · Valburg · Velperbroek · Velsen · Vlaardingen · Vught · Waterberg · Watergraafsmeer · Werpsterhoek · Westerlee · Ypenburg · Zaandam · Zaarderheiken · Zonzeel · Zoomland · Zuidbroek · Zurich

Geplande knooppunten:
De Liemers · Zestienhoven

Voormalige knooppunten:
Bocholtz · Ekkersrijt · Europaplein (Groningen) · Europaplein (Maastricht) · Lindenholt